# Club Sport Cartaginés
Il Club Sport Cartaginés, meglio noto come Cartaginés, è una società calcistica costaricana con sede nella città di Cartago. Milita nella Primera División, la massima divisione del campionato costaricano, del quale ha vinto 4 edizioni. Nel 1994 ha vinto la CONCACAF Champions' Cup, massima competizione continentale organizzata dalla CONCACAF. Disputa le partite casalinghe allo stadio José Rafael Fello Meza e i suoi colori sono il bianco e l'azzurro.

## Storia
Il Club Sport Cartaginés venne fondato il 1º luglio 1906. La fondazione del club fu un'iniziativa di Willie Pirie, un giovane canadese di 19-20 anni che arrivò a Cartago agli inizi del 1906. Pirie fu fondatore, giocatore e primo presidente del club. Nel 1921 fu una delle sei squadre che prese parte alla prima edizione del campionato costaricano. Nel 1923 il Cartaginés vinse per la prima volta il campionato nazionale. Per un intero decennio, dal 1926 al 1935, il club rimase inattivo, non partecipando al campionato nazionale; uno dei motivi potrebbe essere legato alla partenza dei principali giocatori del club, così come le conseguenze del terremoto del 1910 che ancora impattava sull'economia cittadina. Nel 1936 il Cartaginés tornò a giocare la Primera División e vinse il campionato per la seconda volta, dopo aver superato il La Libertad in una serie di spareggi, avendo concluso il campionato a pari punti in testa alla classifica. Il terzo titolo giunse nel 1940, dopo aver chiuso il campionato in testa con un punto di vantaggio sull'Orión. Tra i protagonisti di questi successi c'era José Meza, giovane calciatore cartaginese, vincitore della classifica dei marcatori nel 1940, che divenne uno dei più importanti giocatori del Cartaginés. Negli anni successivi la squadra non continuò agli stessi livelli, arrivando anche a concludere all'ultimo posto il campionato nel 1947, mantenendo la categoria dopo gli spareggi. Nel 1950, invece, nonostante l'ultimo posto in classifica, il Cartaginés non venne retrocesso per l'allargamento dell'organico a 10 squadre.
Dal 1965 il club tornò ad essere protagonista nel campionato nazionale, arrivando a pochi punti dal primo posto in classifica in più occasioni. Fu in quegli anni che venne attribuito al Cartaginés il termine Ballet Azul per indicare la qualità di gioco della squadra vestita d'azzurro. Nel 1975, dopo aver concluso al primo posto la stagione regolare, la squadra terminò il quadrangolare finale in testa a pari punti col Saprissa, che prevalse e vinse il titolo per la migliore differenza reti. Un analogo esito giunse nel 1977, quando il Cartaginés disputò la finale per il titolo grazie al primo posto nella stagione regolare, perdendo nuovamente contro il Saprissa, che vinse il suo sesto titolo consecutivo. Una situazione simile si verificò nel 1979, quando la finale per il titolo mise di fronte il Cartaginés, vincitore del torneo finale, e l'Herediano: a prevalere nella doppia sfida fu l'Herediano e la gara di ritorno a San José venne giocata davanti a un pubblico record di 24 400 spettatori, record resistito per 27 anni. Nel 1982 il club venne retrocesso in Segunda División, ma facendo immediato ritorno in Primera División l'anno seguente. Nel 1987 giocò nuovamente la finale per il titolo ancora contro l'Herediano, che vinse il campionato anche in quest'occasione. Per la terza volta l'Herediano superò il Cartaginés nella finale per il titolo nazionale al termine della stagione 1992-93. Grazie a questo risultato, giunse la squadra prese parte all'edizione 1994 della CONCACAF Champions' Cup, la massima competizione continentale per club organizzata dalla CONCACAF. Superati i guatemaltechi del Comunicaciones e gli honduregni del Petrotela, il Cartaginés ebbe l'accesso alla fase finale; qui, sconfisse i martinicani del Robert, guadagnando l'accesso in finale. Il trofeo venne vinto grazie alla vittoria in finale per 3-2 sui messicani dell'Atlante, primo trofeo internazionale della società. Grazie a questo successo, giocò e perse la Coppa Interamericana contro gli argentini del Vélez Sarsfield, vincitori della Coppa Libertadores.
Dopo aver perso la finale per il titolo nazionale nella stagione 1995-96, la squadra ebbe un calo nelle prestazioni, arrivando anche vicina alla retrocessione. Nel 2013 tornò a giocare una finale per il titolo nel torneo Verano 2013, perdendo dall'Herediano dopo i tiri di rigore. Con questo risultato e grazie al fatto che la federazione del Belize non aveva iscritto squadre, ottenne l'accesso alla CONCACAF Champions League 2013-2014, venendo, però, eliminato nella fase a gironi, avendo concluso il gruppo 8 al terzo e ultimo posto alle spalle degli statunitensi del LA Galaxy e dei salvadoregni dell'Isidro Metapán. Nel 2022 il Cartaginés è tornato alla vittoria del campionato nazionale dopo più di 81 anni grazie al successo nel torneo Clausura 2022, ottenuto dopo aver superato nella finale per il titolo l'Alajuelense.

## Palmarès

### Competizioni nazionali
- Campionato costaricano: 4

1923, 1936, 1940, Clausura 2022
- Coppa della Costa Rica: 5

1963, 1984, 2014, 2015, 2022
- Supercoppa della Costa Rica: 1

1979
- Segunda División (Costa Rica): 1

1982-1983

### Competizioni internazionali
- CONCACAF Champions' Cup: 1

1994

### Altri piazzamenti
- Coppa Interamericana:

Finalista: 1996

## Organico

### Rosa 2018-2019
Aggiornata al 1º luglio 2019.
| N. |                       | Ruolo | Calciatore        |
| -- | --------------------- | ----- | ----------------- |
| 1  | Costa Rica (bandiera) | P     | Luis Diego Rivas  |
| 2  | Costa Rica (bandiera) | C     | Kendall Gallardo  |
| 3  | Costa Rica (bandiera) | D     | William Quirós    |
| 4  | Costa Rica (bandiera) | D     | Erick Cabalceta   |
| 7  | Costa Rica (bandiera) | C     | Paolo Jiménez     |
| 8  | Costa Rica (bandiera) | D     | Luis Pérez        |
| 9  | Cuba (bandiera)       | A     | Marcel Hernández  |
| 10 | Messico (bandiera)    | A     | Julio César Cruz  |
| 11 | Costa Rica (bandiera) | A     | David Ramírez     |
| 12 | Costa Rica (bandiera) | C     | Jorman Sánchez    |
| 13 | Costa Rica (bandiera) | D     | Jameson Scott     |
| 13 | Costa Rica (bandiera) | C     | José Carlos Pérez |
| 15 | Costa Rica (bandiera) | C     | Ronaldo Araya     |

| N. |                       | Ruolo | Calciatore          |
| -- | --------------------- | ----- | ------------------- |
| 16 | Costa Rica (bandiera) | A     | Jurguens Montenegro |
| 17 | Costa Rica (bandiera) | C     | Daniel Chacón       |
| 19 | Costa Rica (bandiera) | C     | Cristopher Núñez    |
| 20 | Costa Rica (bandiera) | A     | Jean Scott          |
| 21 | Uruguay (bandiera)    | D     | Joaquín Aguirre     |
| 23 | Costa Rica (bandiera) | D     | Jorge Gutiérrez     |
| 24 | Costa Rica (bandiera) | D     | Jose Sosa           |
| 25 | Costa Rica (bandiera) | C     | Manfred Russell     |
| 26 | Argentina (bandiera)  | C     | David Muller        |
| 27 | Costa Rica (bandiera) | A     | Jehudy Pizarro      |
| 32 | Costa Rica (bandiera) | C     | Mauricio Montero    |
| 35 | Costa Rica (bandiera) | P     | Darryl Parker       |

### Rosa 2013-2014
| N. |                       | Ruolo | Calciatore           |
| -- | --------------------- | ----- | -------------------- |
| 1  | Costa Rica (bandiera) | P     | Luis Fernando Torres |
| 3  | Brasile (bandiera)    | A     | Ricardo Duarte       |
| 4  | Costa Rica (bandiera) | D     | Diego Ramírez        |
| 6  | Costa Rica (bandiera) | D     | Andrés Sanabria      |
| 7  | Costa Rica (bandiera) | C     | Paolo Jiménez        |
| 8  | Costa Rica (bandiera) | C     | Danny Fonseca        |
| 9  | Costa Rica (bandiera) | D     | Pablo Herrera        |
| 10 | Costa Rica (bandiera) | A     | Randall Brenes       |
| 12 | Costa Rica (bandiera) | C     | Eduardo Valverde     |
| 13 | Costa Rica (bandiera) | C     | Gabriel Leiva        |
| 14 | Costa Rica (bandiera) | D     | José Villalobos      |
| 15 | Costa Rica (bandiera) | C     | William Fernández    |
| 16 | Costa Rica (bandiera) | A     | Andrés Lezcano       |
| 17 | Uruguay (bandiera)    | C     | Leandro Silva        |
| 18 | Costa Rica (bandiera) | P     | Wardy Alfaro         |

| N. |                       | Ruolo | Calciatore          |
| -- | --------------------- | ----- | ------------------- |
| 19 | Costa Rica (bandiera) | D     | Andrés Flores Acuña |
| 20 | Costa Rica (bandiera) | C     | Randall Alvarado    |
| 21 | Uruguay (bandiera)    | C     | Paolo Cardozo       |
| 22 | Costa Rica (bandiera) | D     | Esteban Sirias      |
| 23 | Costa Rica (bandiera) | A     | Rodrigo Garita      |
| 24 | Brasile (bandiera)    | A     | Neto                |
| 25 | Costa Rica (bandiera) | C     | Félix Montoya       |
| 26 | Costa Rica (bandiera) | C     | Kevin Vega          |
| 27 | Costa Rica (bandiera) | D     | Carlos Johnson      |
| 28 | Costa Rica (bandiera) | A     | Bryan López         |
| 29 | Costa Rica (bandiera) | A     | Erick Scott         |
| 30 | Costa Rica (bandiera) | C     | Néstor Monge        |
| 33 | Costa Rica (bandiera) | P     | Alejandro Gómez     |
| 36 | Costa Rica (bandiera) | D     | Erick Cabalceta     |